# آلبرتو ترونکو
آلبرتو ترونکو (انگلیسی: Alberto Tronco؛ زادهٔ ۲۲ مهٔ ۱۹۹۷) بازیکن فوتبال است.